# Dion Waiters
Dion Waiters (* 10. Dezember 1991 in Philadelphia, Pennsylvania) ist ein US-amerikanischer NBA-Basketballspieler, der zuletzt für die Los Angeles Lakers in der NBA spielte.

## College
Waiters spielte zwei Jahre für die Syracuse University. In seinem Freshman-Jahr erzielte er 6,6 Punkte, 1,5 Assists, sowie 1,6 Rebounds pro Spiel. Im Jahr darauf steigerte er sich auf 12,6 Punkte, 2,5 Assists und 2,3 Rebounds. Das Bemerkenswerte dabei war, dass er in keinem einzigen Spiel in der Startaufstellung stand.

## NBA
Waiters wurde bei der NBA-Draft 2012 an vierter Stelle von den Cleveland Cavaliers ausgewählt. Während seiner ersten Saison erzielte Waiters 14,7 Punkte pro Spiel. Zur Belohnung wurde er ins NBA-All-Rookie First Team berufen. Ebenso nahm er im Rahmen des NBA All-Star Weekend an der Rising Star Challenge teil und erzielte 23 Punkte. In seinem zweiten Jahr verbesserte sich Waiters auf 15,7 Punkte im Schnitt, die Cavaliers blieben dennoch erfolglos. Mit der Verpflichtung von LeBron James rutschte Waiters aus der Startaufstellung und kam seither von der Bank.
Im Januar 2015 wurde Waiters von den Cavaliers im Rahmen eines Tauschgeschäfts zu den Oklahoma City Thunder transferiert. Bei den Thunder war Waiters nur noch Bankspieler und konnte nie gänzlich überzeugen. Er wurde im Sommer 2016 vertragslos. Daraufhin wurde er von den Miami Heat verpflichtet. Zwischen dem Auftakt der Saison 2019/20 und Mitte Dezember 2019 wurde er von Miami dreimal beurlaubt. Nach Angaben von US-Medien tauchte im Dezember 2019 eine Aufnahme auf, die ihn auf einem Boot zeigte, während er krankgeschrieben war. Bis zu diesem Zeitpunkt hatte er noch kein Saisonspiel für die Mannschaft bestritten. Im Oktober 2019 hatte er zunächst wegen mannschaftsschädigenden Verhaltens und im November dann wegen eines Anfalls im Flugzeug, den er nach dem Genuss eines mit THC versetzten Nahrungsmittels erlitt, aussetzen müssen.
Am 6. März 2020 unterschrieb er einen Vertrag bei den Los Angeles Lakers und spielte bis zum Saisonende bei den Kaliforniern, mit welchen er auch die Meisterschaft gewann.

## Privat
Dion Waiters ist Muslim.